# Domenico Morelli (architetto)
Domenico Soldiero Morelli (Napoli, 23 agosto 1900 – Torino, 26 maggio 1998) è stato un architetto e ingegnere italiano.

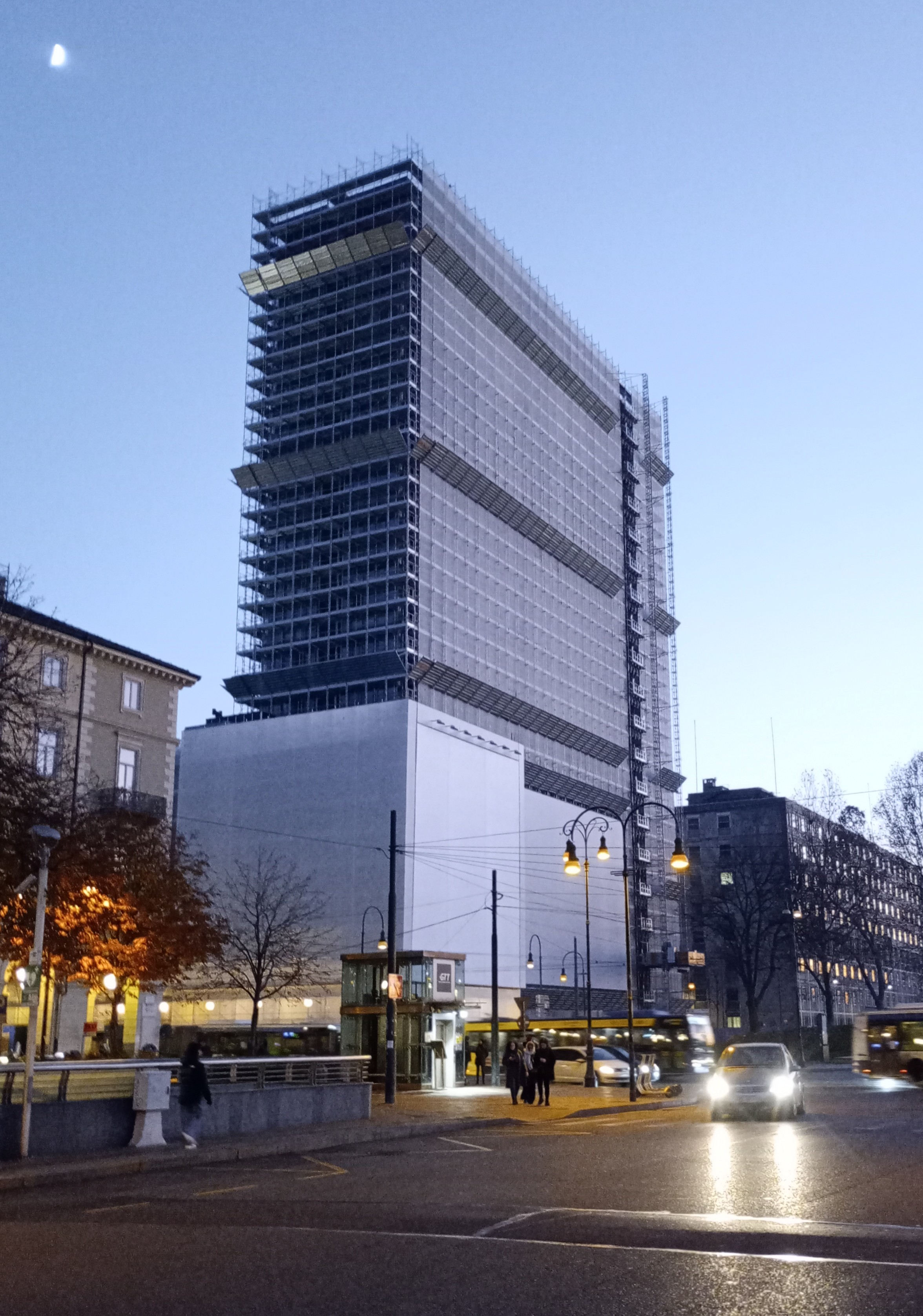
Il Grattacielo Rai di Torino

Esponente del Razionalismo italiano, è uno dei fondatori del Movimento italiano per l'architettura razionale.

## Biografia
Domenico Morelli nasce a Napoli per trasferirsi presto a Torino. Nipote del celebre pittore garibaldino Domenico Morelli, di cui possiede numerosi dipinti ora alla Galleria civica d'arte moderna e contemporanea di Torino, si laurea in Ingegneria civile e in Architettura. Lavora nei primi anni negli studi di Giuseppe Biagini, Armando Melis de Villa e Pietro Betta. Ammiratore del Razionalismo europeo, partecipa al «Gruppo Architetti Novatori Torinesi – GANT» e firma il Manifesto per la fondazione del «Gruppo di Architetti Moderni Giuseppe Pagano». Partecipa a diversi concorsi tra cui quello per il Piano regolatore di Aosta (1º premio ex aequo), per la progettazione del 2º tratto di via Roma in Torino (2º premio ex aequo). Rifiuta la carriera universitaria più volte offertagli. 
Durante la Resistenza è attivo nel CLN con Alessandro Galante Garrone  e Domenico Riccardo Peretti Griva. Nel dopoguerra è assessore all'edilizia nella Giunta Amministrativa provvisoria del Comune di Torino (per il quale sarà insignito del sigillo civico nel 1995 ) e presidente dell'Ordine degli Architetti del Piemonte (1945-1949)..

## Opere

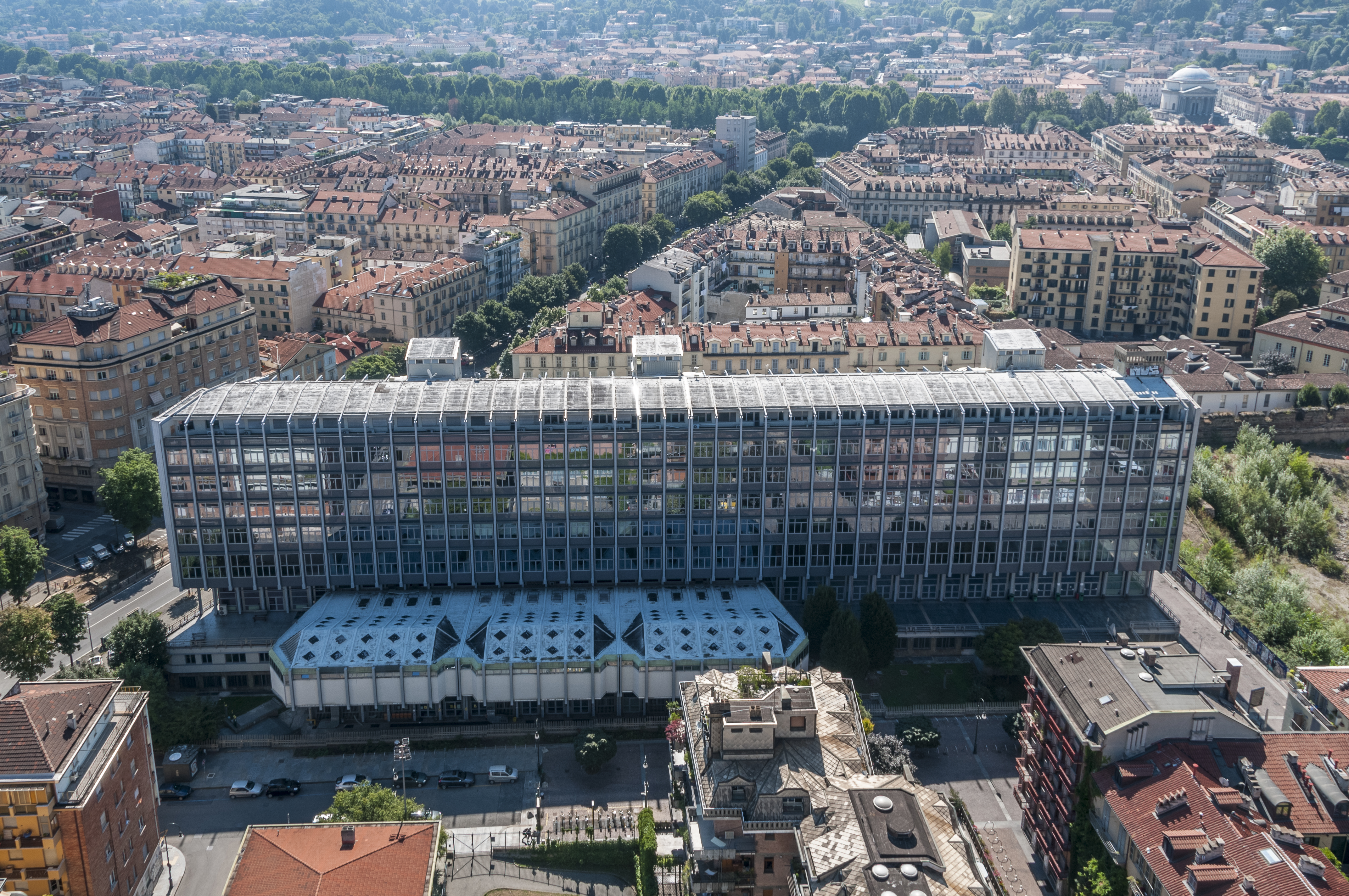
Il Palazzo dell'Universita di Scienze Umanistiche a Torino

Nel corso della sua carriera Domenico Morelli firmò il progetto di numerosi edifici iconici nel capoluogo subalpino, qui di seguito riassunti.
La sua prima opera è la casa di via Vico 8 a Torino (ove risiederà tutta la vita), citata da Edoardo Persico su «La Casa Bella» nel 1931 e da Armando Melis su «L'Architettura Italiana» nel 1934. Tra le opere più significative, tutte a Torino, troviamo:
- Casa Tabusso (1934-1936), in Corso Galileo Ferraris 95[7], dove ora ha sede la galleria d'arte che ospita lo studio e l'archivio del celebre artista[8].

- Casa Saiba (1949), all'incrocio tra corso Matteotti e via XX Settembre, dai 13 piani posti al di sopra di un alto basamento[9].

- Palazzo per uffici SIP (1951-1957, con T. Finzi), in Via Promis 7, riconosciuto nel 1961 con il Premio IN-ARCH Piemonte[10].

- Grattacielo per uffici RAI di via Cernaia 33 («Palazzo Pietro Micca», 1960-1968, con A. Morbelli, D. Bagliani e V. Defabiani), parallelepipedo in acciaio rivestito da curtain wall in alluminio e vetro[11].

- Palazzo delle Facoltà umanistiche dell'Università in via Sant'Ottavio («Palazzo Nuovo», 1961-1966, con Felice Bardelli, Segio Hutter e Gino Levi-Montalcini),

- Filiale del Monte dei Paschi di Siena di via Mazzini (1976-1984).

Il Fondo Domenico Morelli, che raccoglie il patrimonio archivistico dell'architetto, è ospitato presso la sede della facoltà di Architettura al Castello del Valentino.